# Geertruidenberg
Geertruidenberg (phát âmⓘ) là một thành phố ở tỉnh Noord-Brabant phía nam Hà Lan. Thành phố đặt thêo Thành Gertrude của Nivelles, được quyền thành phố năm 1213 từ công tước của Holland. Thành phố có tường thành thịnh vượng đến thế ký 15.
Ngày nay, đô thị Geertruidenberg cũng gồm các trung tâm dân cư Raamsdonk và Raamsdonksveer. Thành phố có tổng diện tích 29,86 km² và dân số 20.731 người (năm 2007).